# HMS Eastbourne (F73)
Pour les autres navires du même nom, voir HMS Eastbourne.
Le HMS Eastbourne est une frégate de lutte anti-sous-marine de classe Whitby de la Royal Navy.

## Histoire
Au début de sa carrière, l’Eastbourne est le chef de la 4e escadre de frégates (en) et en 1966 de la 17e escadre de frégates (en). En 1972, l’Eastbourne remplace le Rapid comme navire d'entraînement « à flot » pour les apprentis artificiers du HMS Caledonia. Au cours de leurs 14 semaines à bord du navire, les apprentis sont formés en génie mécanique générale. Le bâtiment prend part à la revue de la flotte à l'occasion du Jubilé d'argent d'Élisabeth II.
En 1976, l’Eastbourne est envoyée en Islande pour participer à la guerre de la morue et le 20 mai, est endommagée dans une collision avec la canonnière islandaise Baldur. Lors des réparations ultérieures à Rosyth en 1977, le navire n'est plus en état de naviguer mais ses machines sont encore en bon état. Ses hélices sont retirées et des "roues de frein" sont montées en remplacement ; ces roues permettent aux apprentis de participer au fonctionnement à pleine puissance de la machinerie. Les officiers en formation du Royal Naval Engineering College de Manadon peuvent s'entraîner à bord avant leur premier appareillage.
Dans les années 1980, l’Eastbourne reste amarrée au chantier naval de Rosyth à côté du Duncan comme navire d'entraînement portuaire pour les apprentis du génie maritime du Caledonia. Après la fermeture prévue du Caledonia, l’Eastbourne et le Duncan sont désarmés et mis en vente en vue de leur casse en mars 1984.